# Quaestus cisnerosii
Quaestus cisnerosii es una especie de escarabajos del género Quaestus, familia Leiodidae. Fue descrita por Pérez-arcas en 1872.

## Distribución
Se encuentra en España.

## Subespecies
Se reconocen las siguientes:
- Q. c. cisnerosii
- Q. c. vasconicus